# Каменка (Приднестровье)
Ка́менка (рум. Camenca; молд. Каменка; укр. Ка́м'янка) — город на левом берегу реки Днестр. Административный центр Каменского района непризнанной Приднестровской Молдавской Республики. В подчинении Каменского городского совета также находится посёлок Солнечное и посёлок при ж/д станции Каменка. Согласно административно-территориальному делению Молдовы, город расположен на территории Молдовы.
Первое упоминание поселения значится в 1545 году, в Ревизии украинских замков Великого Княжества Литовского . С 2002 года находится в статусе города.

## Население
Численность населения города по состоянию на 1 января 2014 года составляла 8 871 человек, в 2010 году — 9404 человека.
Национальный состав города (по переписи 2004 года):
- молдаване — 5288 чел. (51,23 %)
- украинцы — 3476 чел. (33,67 %)
- русские — 1305 чел. (12,64 %)
- белорусы — 61 чел. (0,59 %)
- болгары — 35 чел. (0,34 %)
- гагаузы — 32 чел. (0,31 %)
- немцы — 23 чел. (0,22 %)
- евреи — 7 чел. (0,08 %)
- другие — 95 чел. (0,92 %)
- Всего — 10323 чел. (100,00 %)

## Символика
Герб города представляет собой геральдический щит лазоревого цвета, на котором верх зубчатый, а контур золотого цвета. В фокусе щит имеет три горизонтальные линии разделения, соединяющие правую и левую стороны. Две волнистые горизонтальные линии белого цвета, разделенные прямой горизонтальной линией золотого цвета. Между верхней линией и средней — фон синий, а между средней линией и нижней — лазоревый. В средней точке основания щита изображены на синем фоне белые цифры — 1608.
Флаг города Каменка представляет собой белое прямоугольное полотнище с отношением ширины к длине 1:2. В нижней части имеет три горизонтальные линии разделения, две из которых волнистые линии белого цвета, а третья прямая горизонтальная линия золотого цвета. Между верхней линией и средней — фон флага синий. Между средней линией и нижней — фон флага лазоревый. Между нижней линией и основанием — фон флага синий.
Центральной геральдической фигурой на флаге и гербе является изображение золотого львиного леопарда с раздвоенным хвостом, держащего в передних лапах виноградную гроздь фиолетового цвета, который являлся геральдической фигурой родового герба князя Петра Витгенштейна. Золотой цвет львиного леопарда является геральдическим символом христианских добродетелей: веры, справедливости, милосердия, смирения, а также смелости, храбрости, мужества и неустрашимости. Виноградная гроздь символизирует род деятельности жителей — возделывание винограда и лечение виноградным соком. Белый цвет флага является символом чистоты и миролюбия. Верхняя волна символизирует речку Каменку, а нижняя — подземные целебные минеральные воды.

## История
Археологические раскопки показали, что на территории Каменского района люди жили с древних времён. Обнаружены стоянки эпохи позднего палеолита. При раскопках были найдены двусторонние обработанные наконечники, пластины с ретушью, изделия из кости и рога.
В IX—X веках эти земли входили в состав Киевской Руси, Галицко-Волынское княжество впоследствии — Великого Княжества Литовского.
Первое упоминание о Каменке встречается в документах 1609 года, связанных со вхождением Войска Запорожского в русское подданство. В январе 1654 года в Бряславль был послан князь Фёдор Никитич Борятинский для приведения населения — казаков и мещан — к присяге на верность царю Московии. В «Росписи Бряславского полка» упоминается «Каменка Днистровая».
Левобережье Днестра было присоединено к Российской империи в 1793 году.
В 1857 году была открыта вольная аптека для обслуживания простых людей. Развивается торговля, в 1860 году были построены две новые переправы через Днестр и открыты две трёхдневные ярмарки. Строятся террасы виноградников. В помещичьем парке была открыта климатическая станция, построены кургауз и дачи, куда съезжалось много больных для лечения на купальный и особенно виноградный сезон.
В 1938 году указом Президиума Верховного совета Украинской ССР село Каменка преобразовано в посёлок городского типа. 2 августа 1940 года VII сессия Верховного Совета Украинской ССР приняла Закон об образовании Молдавской Советской Социалистической Республики, в состав которой вошла и Каменка.
В июле 1941, вскоре после начала Великой Отечественной войны, район вошёл в состав Румынии.
После войны началось быстрое восстановление города и района. И к 1948 году колхозы и совхозы левобережья превзошли довоенный уровень по всем показателям. В 1958 году был построен каменский консервный завод.
В 1939—1997 гг. от Каменки шла узкоколейная железная дорога в украинскую Рудницу, которая затем была разобрана.
Каменский район образован 10 января 1969 года Указом Президиума Верховного Совета МССР.
В 2002 году Каменка получила статус города и административного центра Каменского района.

## Улицы
В 1920-х годах, с приходом к власти большевиков, в Каменке были переименованы все дореволюционные названия улиц.
| Дореволюционные названия | Современные (советские) названия |
| ------------------------ | -------------------------------- |
| Дворцовая улица          | Ленина                           |
| Рашковская улица         | Кирова                           |

## Современное состояние
Большинство населения работает на предприятиях строительного и перерабатывающего комплекса, предпринимательства, личного подсобного хозяйства. В городе имеется маслодельный (не работает), плодоовощеконсервный, хлебный заводы (не работает). В Каменке находится известный курортный комплекс — санаторий «Днестр». Основа экономики — сельское хозяйство, предпринимательство.
Работает историко-краеведческий музей.
В городе Каменка находятся 3 средние общеобразовательные школы и одна начальная школа. Политехнический техникум, готовящий специалистов в области виноградарства, землеустройства, строительства, плодоводства и лесного хозяйства.
С городами Приднестровья Каменка связана автобусным сообщением. В городе расположен также не действующий ныне аэропорт.
С 2005 года ежегодно в период с 14 октября по 31 октября, на творческой базе в Каменском санатории «Днестр», проводится международный симпозиум художников «Kam Art».